# بين براون (رجل أعمال)
بين براون (بالإنجليزية: Ben Brown)‏ هو شخصية أعمال أمريكي، ولد في 25 يناير 1978 في سان فرانسيسكو في الولايات المتحدة.